# Teologická antropologie
Teologická antropologie je odvětvím systematické teologie, jejímž předmětem je člověk z hlediska křesťanského pohledu a z pohledu dogmatického traktátu.

## Pojem "Teologická antropologie"
Teologická antropologie je odvětvím systematické teologie, které se zabývá člověkem z hlediska křesťanské teologie, zvláště bytím člověka a jeho určením před Bohem. Současně je Teologická antropologie název dogmatického traktátu, v němž se ve světle dějinného Božího sebezjevení v Ježíši Kristu interpretuje původ a určení člověka. Teologická antropologie slouží duchovní a etické orientaci v životě na základě křesťanské víry. Teologická antropologie vychází z pohledu, který poskytují biblické spisy a církevní tradice, aby se následně ptala po základních otázkách týkajících se člověka. Mezi tyto otázky patří: Kdo je člověk? Kdo jsem já? Kdo jsi ty? Co je bolest, zlo, smrt? Jaká je naděje lidstva do budoucnosti? Existuje život po tomto životě? apod. Součástí teologické antropologie je teologická reflexe stvoření člověka, jeho dokonalosti a svatosti, prvotního hříchu, ospravedlnění člověka v Ježíši Kristu, milosti boží a konečného cíle člověka (eschatologie).

## Tematické okruhy teologické antropologie
Teologická antropologie se pohybuje kolem dvou tematických okruhů: 1) Zahrnuje apriorně – transcendentální předpoklady a podmínky lidské existence před Bohem (stvořenost, fakt, že člověk je Boží obraz, personalitu, socialitu, duchovost, svobodu, tělesnost, dějinnost). Teologická antropologie vede dialog s filozofickou antropologií ve společné tematizaci základní otázky: "Co je člověk?" (ŽI 8,5; GS 10; E. Kant, Logika [1801], Úvod, A 25); 2. Reflektuje aposteriorně – kategoriální dějinnou, společenskou a přírodní situovanost člověka v jeho konkrétním životním světe (původní jednota přirozenosti a milosti v jeho prvotním stavu, porušenost vztahu k Bohu a ostatním lidem skrze hřích, zkušenost negativity a deficience v utrpění a smrti i naděje na úplné vykoupení).

## Dokumenty učitelského úřadu k antropologii
1. Konstantinopolská synoda roku 543 v kán. 1 odsuzuje origenistickou nauku o putování duší, podle které jsou preexistující duše za trest uvězněny v tělech: DH 403.

2. 1. synoda v Braze odmítá nauku o hříchem zaviněného pádu duší do těl (kán. 6;DH 456) a dále odsuzuje "víru v osud" (kán. 9, DH 459, srov. 283);

3. 4. konstantinopolský koncil roku 869/870 říká (v opozici vůči Fotiovu pojetí), že v člověku je jen jediná duše, která utváří celý duchovní a senzitivní život (kán. 10, resp. lat. kán. 11: DH 657);

4. Viennský koncil roku 1312 odporuje františkánskému spirituálovi Petru Johannovi Olivimu, podle nějž se duchová duše spojuje s hmotným principem těla jen zprostředkované před duši animální a vegetativní, a učí: "Substance rozumové nebo rozumem nadané duše je vpravdě skrze sama sebe a podstatně bezprostředně formou těla" (Fidei catholicae": DH 902);

5. Lateránský koncil roku 1513 v bule "Apostolici regiminis" odsuzuje "averroisticky vykládaný aristotelismus" Pietra Pomponazziho, podle nějž je rozumová duše člověka smrtelná a ve všech lidech tatáž. Pozitivně se říká: existuje tolik individuálních duší jako individuálních lidských těl. Každá individuální lidská duše je nesmrtelná, tj., na základě stvoření Bohem určená k osobnímu věčnému životu s ním (DH 1440);

6. Pius XII. trvá na své encyklice "Humani generis" z roku 1950 na tom, že obecná evoluční teorie neodporuje katolické víře. Co do těla je člověk v kontinuitě se zvířecími formami života. "Duše" však bezprostředně stvořena Bohem, tj. k přirozenosti duše patří její osobní vztahovost k Bohu v rámci celkového původu člověka z evoluce prostřednictvím Boží tvůrčí vůle (DH 3896).

7. Pastorální konstituce "Gaudium et spes" 2. vatikánského koncilu učí: Člověk je vždy jednota duchovních a hmotných prvků. Proto je třeba i tělesné existenci prokazovat úctu. Svou niterností člověk přesahuje univerzum věcí a je tak zaměřen k Bohu. Jeho duše je duchová a nesmrtelná.

8. Deklarace o náboženské svobodě "Dignitatis humanae" 2. vatikánského koncilu říká v 2. článku: K důstojnosti lidské osoby patří právo na náboženskou svobodu v souladu s nárokem vlastního svědomí.